# Carlos Lagrotta
 Carlos Lagrotta  fue un actor de Argentina que trabajó en muchas películas de las décadas de 1940 a 1970 en su país. Tuvo el papel de galán de Zully Moreno en Fantasmas en Buenos Aires (1942) y de Nury Montsé en Hay que educar a Niní (1940). En el teatro Versailles coprotagonizó junto a Alba Mujica la obra Una mujer diferente y luego, con Martha Viana, la versión en cine, ambas dirigidas por Yago Blass.
En la pantalla chica hizo en Canal 9 el teleteatro vespertino Cámara Uno. También se lució en los programas Lo llamaban el morocho, Ciclo de comedias en Uruguay, Carmiña y Atreverse.

## Filmografía
Actor
- Comandos azules (1980)
- Una mariposa en la noche (1977)
- Carmiña (Su historia de amor)  (1975) …Don Leopoldo Pereyra
- Este loco... loco Buenos Aires (1973)
- Minguito Tinguitella, papá (1974
- La malavida (1973) …Juez
- Hipólito y Evita (1973
- Los padrinos (1973)
- Allá en el Norte (1973)
- Simplemente María (1972)
- El picnic de los Campanelli (1972) …Juez Barranechea
- Autocine mon amour (1972)
- Pájaro loco (1971)
- Aquellos años locos (1971)
- En una playa junto al mar (1971)
- El extraño del pelo largo (1970)
- Blum (1970)
- Amor libre (1969)
- ¡Viva la vida! (1969)
- ¡Qué noche de casamiento! (1969)
- Escándalo en la familia (1969)
- Somos novios  (1969)
- Los muchachos de antes no usaban gomina  (1969)
- Corazón contento (1969)
- El gran robo (1968)
- Humo de marihuana (1968) …Comisario
- Cuando los hombres hablan de mujeres (1967)
- ¡Al diablo con este cura! (1967)
- Patapúfete (1967)…Jefe de Policía
- Pimienta (1966)… Comisario
- Que me toquen las golondrinas  (1957)
- Historia de una carta (1957)
- La despedida (1957)
- Una mujer diferente (1956)
- El abuelo o Tormenta de odios(1954) …Dr. Gutiérrez
- El muerto es un vivo (1953)
- Fuego sagrado (1950)
- Corrientes... calle de ensueños!  (1948)
- Una mujer sin cabeza (1947) …Cipriano Guevara
- El pecado de Julia (1946)
- Santa Cándida (1945)
- Siete mujeres (1944)
- Su mejor alumno (1944)
- Stella (1943)
- Fantasmas en Buenos Aires (1942)
- Cada hogar, un mundo (1942)
- En la luz de una estrella (1941)
- Hay que educar a Niní (1940)